# خانقاه (خداآفرین)
خانقاه یکی از روستاهای استان آذربایجان شرقی است که در دهستان دیزمار شرقی بخش منجوان شهرستان خداآفرین واقع شده‌است.